# Păucișoara, Mureș
Păucișoara (în maghiară Küküllőpócsfalva, în  germană Poschendorf) este un sat în comuna Gănești din județul Mureș, Transilvania, România.

## Localizare

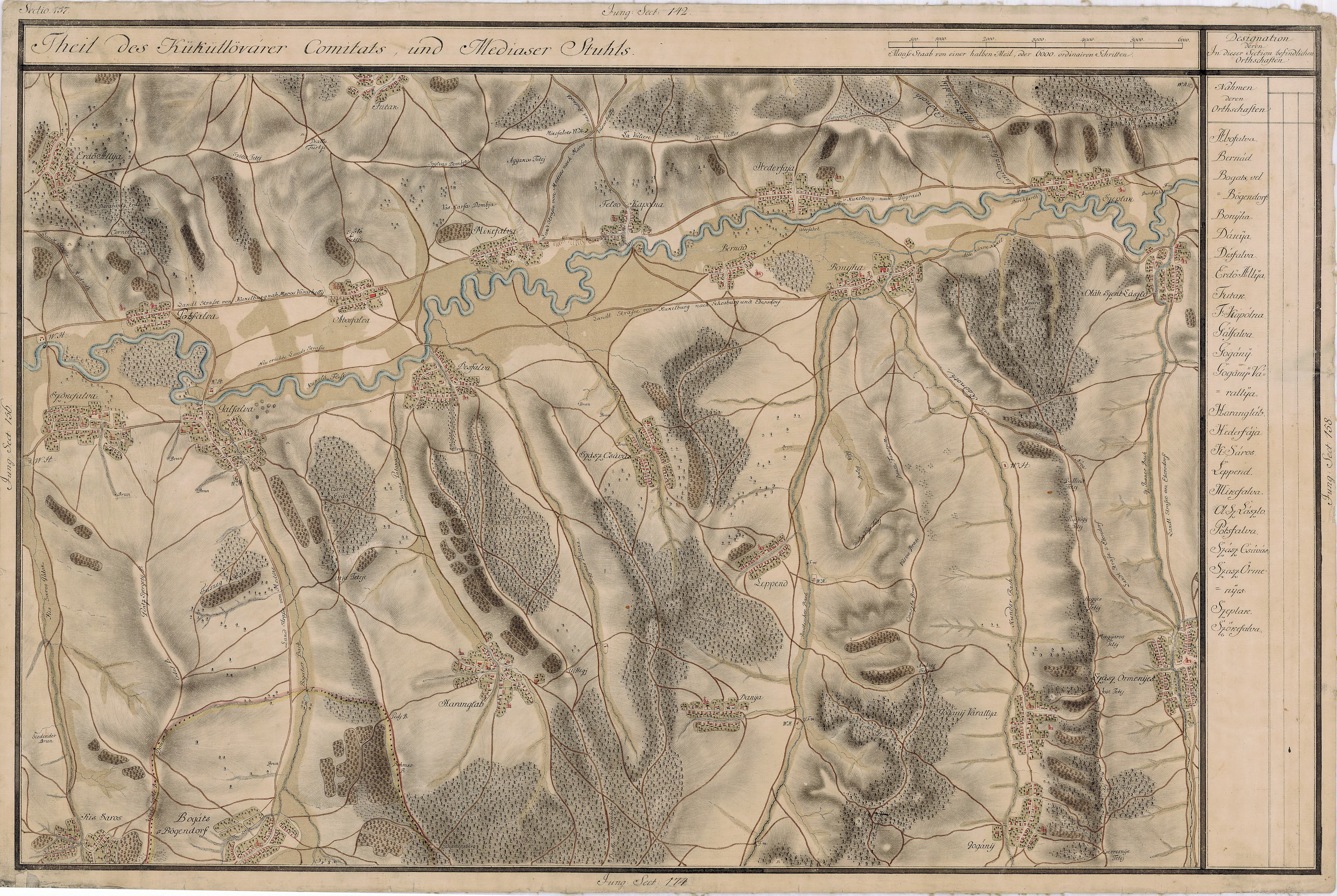
Păucișoara în Harta Iosefină a Transilvaniei, 1769-73

Păucișoara se găsește la 8 km de Târnăveni.

## Populație
Evoluția demografica a satului din 1850:
- 1850 - 324 locuitori din care 188 români, 134 maghiari, 2 rromi
- 1900 - 399 locuitori din care 183 români, 216 maghiari
- 1930 - 418 locuitori din care 183 români, 231 maghiari, 1 german, 2 evrei și un sârb
- 1992 - 227 locuitori din care 80 români, 147 maghiari

Conform Recensământului populației din 2022 în satul Păucișoara erau 157 locuitori. 